# José Rio
José Damião de Souza Rio (São Luís, 7 de maio de 1922) é um político e advogado brasileiro.

## Formação
Iniciou seus estudos na Escola Modelo Benedito Leite, Liceu Maranhense, Colégio Pedro II e no Colégio Santo Inácio. Graduou-se em Direito, estudando na Faculdade Católica de Direito, Faculdade de Direito da PUC-RJ e na Universidade do Brasil. Também graduou-se no Curso de Finanças e Orçamento da Fundação Getúlio Vargas e no Curso de Extensão Universitária de Direito Rodoviário na Faculdade de Direito da Universidade do Brasil.

## Atividades profissionais
Atuou como advogado e procurador do Departamento Nacional de Estradas de Rodagem, contínuo e chefe da carteira do Banco do Estado do Maranhão e escrevente e datilógrafo do Instituto Nacional do Sal.

## Política
Foi deputado federal como suplente entre 1959 e 1965 pelo PSD. Em seu mandato, foi líder do projeto de lei do deputado federal Colombo de Souza que previa a extinção da Polícia Rodoviária Federal, que seria substituido pelas Polícias Rodoviárias Estaduais.